# 韓國駐泰國大使館
大韓民國駐泰國大使館（韓語：주 태국 대한민국 대사관）是大韓民國對泰王國所設的外交代表機構，位於曼谷惠恭王縣拉差當碧沙的天龍密路23號。韓國設置駐泰使館始於1958年韓泰建交之後，起初為公使館，在1960年正式昇格為大使館，並數經遷址，1990年起搬入現址運作。韓國駐泰使館以大使作為全館首長，下有分管領事、總務、政治、經濟、文化及國防外交等個別領域事務的部門。

## 沿革
韓泰兩國於1958年10月1日建立邦交，同一天亦發表了互設使領館的共同聲明。1959年1月20日，韓國方面為了替新設的駐泰公使館派遣館長，而委任該國駐越南西貢（今胡志明市）的大使崔德新兼任駐泰公使。1960年8月30日，韓國駐泰公使館提昇為大使館規格，並由劉載興出任第一任駐泰大使。開館之初的使館位於曼谷是隆路349號，之後尚陸續使用過南沙吞路181號、素拉剎路28/1號「巴帕威大廈」（อาคารประภาวิทย์）6樓等處辦公。1990年後，韓國大使館遷入天龍密路23號的現址運作，新館為一棟韓式風格的大院，館區內包括大使官邸和辦公樓，其中的主樓由韓國建築師金重業操刀設計。

## 組織與業務
韓國駐泰大使館的轄下部門包含政務課（정무과）、經濟課（경제과）、領事課（영사과）、文化宣傳課（문화홍보과）、總務課（총무과）及武官部（무관부）等。政務課及經濟課分別同泰國政府從事政治／經濟方面的外事交涉和國際合作、就泰國政治／經濟情勢及對外政策相關事項實施調查匯報，亦與政治／經濟相關的國際機構合作，或調查、報告上述機構的關聯活動。領事課負責保護在外韓國人，辦理護照、兵務、領事認證、民願業務及簽證業務。文化宣傳課於泰國國內推動韓國文化介紹、國家形象提升工作及韓泰兩國間的言論交流。總務課做為大使館的館務管理機構，擔當人事、預算、文書、保安、廳舍管理等行政相關事務，武官部則促進國防外交與軍事領域的交流合作。

## 歷任館長

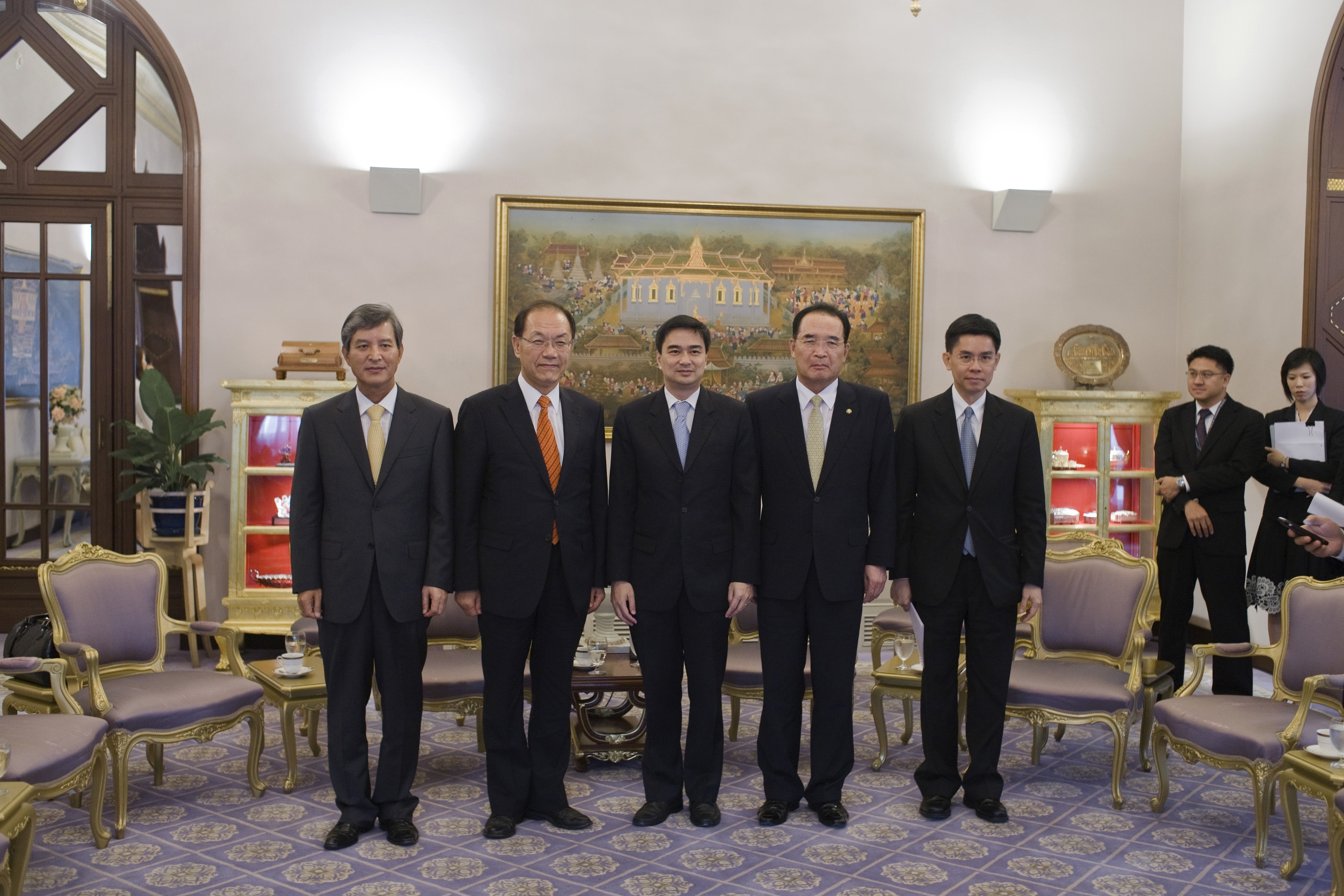
韓國駐泰大使館業務包括泰韓雙邊交流，圖為韓國駐泰大使鄭海文（左）、泰國總理艾比希（中央）及兩國政界人士在泰國政府大廈合影，攝於2010年7月19日

| 漢字名 | 諺文名 | 上任日         | 備註                 |
| ------ | ------ | -------------- | -------------------- |
| 公使   |        |                |                      |
| 崔德新 |        | 1959年1月20日  | 以駐越大使身份兼任   |
| 大使   |        |                |                      |
| 劉載興 |        | 1960年8月30日  | 同日公使館昇格大使館 |
| 李東元 |        | 1963年12月26日 |                      |
| 張盛煥 |        | 1964年10月21日 |                      |
| 韓豹頊 |        | 1968年3月18日  |                      |
| 林胤英 |        | 1971年3月10日  |                      |
| 千炳圭 |        | 1974年4月27日  |                      |
| 朴槿   |        | 1976年8月2日   |                      |
| 金寅權 |        | 1979年9月20日  |                      |
| 權泰雄 |        | 1981年2月9日   |                      |
| 金左洙 |        | 1985年1月8日   |                      |
| 鄭炷年 |        | 1989年2月28日  |                      |
| 韓鐸埰 |        | 1992年9月1日   |                      |
| 鄭泰東 |        | 1994年3月14日  |                      |
| 金乃誠 |        | 1997年3月16日  |                      |
| 金國振 |        | 1999年3月12日  |                      |
| 崔革   |        | 2002年3月5日   |                      |
| 尹志峻 |        | 2004年1月17日  |                      |
| 韓泰奎 |        | 2006年3月30日  |                      |
| 鄭海文 |        | 2008年10月8日  |                      |
| 林栽弘 |        | 2011年9月30日  |                      |
| 全在萬 |        | 2012年10月8日  |                      |
| 魯光鎰 |        | 2015年11月5日  |                      |
| 李郁憲 |        | 2018年11月22日 |                      |